# (883) Matterania
(883) Matterania es un asteroide perteneciente al cinturón de asteroides descubierto el 14 de septiembre de 1917 por Maximilian Franz Wolf desde el observatorio de Heidelberg-Königstuhl, Alemania.
Está nombrado en honor del empresario August Matter quien donó muchas placas fotográficas al observatorio de Heidelberg.

## Características orbitales
Matterania forma parte de la familia asteroidal de Flora.